# Стрелков (село)
Стрелков (укр. Стрілків) — село в Стрыйской городской общине Стрыйского района Львовской области Украины.
Население по переписи 2001 года составляло 1301 человек. Занимает площадь 18,672 км². Почтовый индекс — 82460. Телефонный код — 3245.